# Tratamiento del agua (tecnologías alternativas)

Esquema de filtro de agua Berkefeld

Se dispone de distintos métodos de tratamiento del agua que emplean tecnología simple, de bajo costo. Estos métodos incluyen tamizado; aeración; almacenamiento y sedimentación; desinfección mediante ebullición, productos químicos, radiación solar y filtración; coagulación y floculación; y desalinización.

## Aireación
La aireación puede lograrse agitando vigorosamente un recipiente con agua hasta la mitad o permitiendo al agua gotear a través de bandejas perforadas, elimina las sustancias volátiles tales como el sulfuro de hidrógeno, que afectan al olor y el sabor, y oxida el hierro y el manganeso a fin de que formen precipitados que puedan eliminarse mediante sedimentación y filtración.

## Coagulación y floculación
Si el agua contiene sólidos en suspensión, la coagulación y la floculación pueden utilizarse para eliminar gran parte del material. En la coagulación, se agrega una sustancia al agua para cambiar el comportamiento de las partículas en suspensión. Hace que las partículas, que anteriormente tendían a repelerse unas de otras, sean atraídas las unas a las otras o hacia el material agregado. La coagulación ocurre durante una mezcla rápida o el proceso de agitación que inmediatamente sigue a la adición del coagulante. 
El proceso de floculación que sigue a la coagulación, consiste de ordinario en una agitación suave y lenta. Durante la floculación, o las partículas entran más en contacto recíproco, se unen unas a otras para formar partículas mayores que pueden separarse por sedimentación o filtración. El alumbre (sulfato de aluminio) es un coagulante que se utiliza tanto al nivel de familia como en las plantas de tratamiento del agua.31, 32 Los coagulantes naturales incluyen semillas en polvo del árbol Moringa olifeira y tipos de arcilla tales como la bentonita.
Los factores que pueden promover la coagulación-floculación son el gradiente de la velocidad, el tiempo y al pH. El tiempo y el gradiente de velocidad son importantes al aumentar la probabilidad de que las partículas se unan y da más tiempo para que las partículas desciendan, por efecto de la gravedad, y así se acumulen en el fondo. Por otro parte el pH es un factor prominente en acción desestabilizadora de las sustancias coagulantes y floculantes.

## Desalinización
Las sales químicas excesivas en el agua le dan mal sabor. La desalinización mediante destilación produce agua sin sales químicas y pueden utilizarse varios métodos al nivel de familia, por ejemplo, para tratar el agua de mar. La desalinización también es eficaz para eliminar otros productos químicos tales como el fluoruro, el arsénico y el hierro.

## Desinfección
La desinfección consiste en la eliminación de los agentes biológicos, microorganismos contaminantes y patógenos, o su reducción a niveles inocuos.  
Desinfección por ebullición. Una recomendación típica para desinfectar el agua mediante desinfección es la de hacer que el agua hierva vigorosamente por 10 a 12 minutos. En realidad, un minuto a 100 °C. destruirá la mayoría de los patógenos, incluidos los del cólera y muchos mueren a 70 °C. Las desventajas principales de hervir el agua son las de utilizar combustible y es una labor que consume mucho tiempo. 

Desinfección química. La clorinación es el método más ampliamente utilizado para desinfectar el agua. La fuente de cloro puede ser el hipoclorito de sodio (tal como blanqueador casero o electrolíticamente generado a partir de una solución de sal y agua), la cal clorinada o el hipoclorito hiperconcentrado (comprimidos de cloro). El yodo es otro desinfectante químico excelente que se utiliza a veces. El yodo no debería utilizarse por períodos prolongados (más de unas cuantas semanas). Tanto el cloro como el yodo deben agregarse en cantidades suficientes para destruir todos los patógenos pero no tanto que el sabor se vea adversamente afectado. Puede ser difícil decidir cuál es la cantidad apropiada debido a que las substancias en el agua reaccionarán con el desinfectante y la potencia del desinfectante puede reducirse con el tiempo según la forma en que se almacene. 

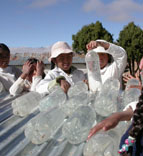

La desinfección solar utiliza la radiación solar para inactivar y destruir a los patógenos que se hallan presentes en el agua. El tratamiento consiste en llenar recipientes transparentes de agua y exponerlos a plena luz solar por unas cinco horas (dos días consecutivos bajo un cielo que está 100 por ciento nublado). La desinfección ocurre por una combinación de radiación y tratamiento térmico (la temperatura del agua no necesita subir muy por encima de 50 °C). La desinfección solar requiere agua relativamente clara (turbidez inferior a 30 NTU).

## Filtración
La filtración incluye el tamizado mecánico, la absorción y, en particular, en filtros de arena lentos, los procesos bioquímicos. Según el tamaño, el tipo y la profundidad del filtro, y la tasa de flujo y las características físicas del agua sin tratar, los filtros pueden extraer los sólidos en suspensión, los patógenos y ciertos productos químicos, sabores y olores. El tamizado y la sedimentación son métodos de tratamiento que preceden útilmente a la filtración para reducir la cantidad de sólidos en suspensión que entran en la fase de filtración. Esto aumenta el período en el cual el filtro puede operar antes de que necesite limpieza y sustitución. La coagulación y la floculación también son tratamientos útiles antes de la sedimentación y mejoran aún más la eliminación de sólidos antes de la filtración.
Para todos nosotros es muy importante el filtrado del agua ya que nos permite usar y reutilizar el agua.

## Almacenamiento y sedimentación
Al almacenar el agua en condiciones no contaminantes por un día se puede conseguir la eliminación de más del 50% de la mayoría de las bacterias. Los períodos más largos de almacenamiento conducirán a reducciones aún mayores. Durante el almacenamiento, los sólidos en suspensión y algunos de los patógenos se depositarán en el fondo del recipiente. El agua sacada de la parte superior del recipiente será relativamente clara (a menos que los sólidos sean muy pequeños, tales como partículas de arcilla) y tendrá menos patógenos. El sistema de tratamiento de tres ollas en las que se echa agua sin tratar a la primera olla, donde se decanta en la segunda olla después de 24 horas y se echa en la tercera olla después de 24 horas adicionales, aprovecha los beneficios del almacenamiento y la sedimentación.

## Tamizado
Se entiende por tamizado como la técnica de depuración, encargada de la elección minuciosa sobre los objetos que debe o no pasar a través del tamizador. Se diferencia de un proceso de filtración dada la superficialidad de su depuración.